# G-Hot
G-Hot, pseudonimo di Gökhan Şensan (Berlino, 2 aprile 1983), è un rapper tedesco, di origini turche.
Ha pubblicato diversi album in passato attraverso le label indipendenti Aggro Berlin, e Suppe inna Puppe. Attualmente è sotto contratto nella label indipendente Maskulin, fondata dal suo amico Fler.

## Carriera
La carriera di G-Hot inizia nel 2004 dove ha pubblicato alcune canzoni nella Label indipendente LayUp Records prima di essere stato scoperto e lanciato da Fler che lo fece apparire con dei featuring nel suo album di debutto Neue Deutsche Welle nel 2005. Nel novembre dello stesso anno viene preso sotto contratto dalla Label indipendente Aggro Berlin e pubblica diversi track nel Sampler Aggro Ansage Nr. 5.
La sua prima pubblicazione da solista avviene nel novembre del 2006 con il Mixtape Aggrogant.
Nel 2007 pubblica insieme al rapper Kralle un freetrack contro l'omosessualità dal titolo Keine Toleranz (Nessuna tolleranza). La Label Aggro Berlin ha poi dichiarato Online che ogni ulteriore collaborazione con G-Hot è esclusa terminando il suo contratto immediatamente. Anche MTV ha affermato di non pubblicare più in futuro nessuno Video Clip del rapper.
Nel 2008 viene preso sotto contratto dalla Label indipendente Suppe inna Puppe dove pubblica insieme ad MOK l'album Geldwäsche. Nel giugno dello stesso anno pubblica l'album di debutto da solista, Das Wunder Von Berlin.
Nel settembre del 2011 viene annunciato da Kralle che G-Hot lascia la Label Suppe inna Puppe. Alcuni giorni dopo, firma un contratto nella Label indipendente del suo vecchio amico Fler, Maskulin

## Discografia

### Album studio
- 2008: Das Wunder Von Berlin

### Album in collaborazione
- 2007: Streng Verboten ! (con Kralle)
- 2008: Geldwäsche (con MOK)
- 2009: Extarus (con Kralle)

### Mixtapes
- 2006: Aggrogant
- 2009: Der blonde Türke
- 2011: Maskulin Mixtape Vol.1 (con Fler e Silla)
- 2012: Maskulin Mixtape Vol.2 (con Fler, Silla e Nicone)

### Con LayUp Records
- 2004: 1200 Bars Zum Biten

### Con Aggro Berlin
| Anno | Titolo             | Album Charts | Album Charts | Album Charts |
| Anno | Titolo             | GER          | AUT          | CH           |
| ---- | ------------------ | ------------ | ------------ | ------------ |
| 2005 | Aggro Ansage Nr. 5 | 9            | 27           | -            |

### Singoli
- 2006: Wahlkampf (Sido & G-Hot)

### Diss track
- 2006: E.K.O Du Opfa Part II (Diss Versus Eko Fresh)
- 2007: Pop Muzik (Fler feat. G-Hot) (Diss Versus D-Ire)

### Altre pubblicazioni
- 2005: 20:15 (Fler feat. G-Hot) ---> Neue Deutsche Welle (Album)
- 2005: Eine Bombe du liegst (Fler feat. G-Hot) ---> Neue Deutsche Welle (Album)
- 2005: Alles wird gut (Fler feat. G-Hot) ---> Neue Deutsche Welle (Album)
- 2005: Nach eigenen Regeln (Fler feat. G-Hot) ---> Neue Deutsche Welle (Album)
- 2005: Jump, Jump (DJ Tomekk feat. Fler & G-Hot) ---> Numma Eyns (Album)
- 2006: F.L.E.R. 90210 (Fler feat. G-Hot) ---> F.L.E.R. 90210 (Mixtape)
- 2006: Willkommen in Berlin "Remix" (feat. B-Tight, Frauenarzt, G-Hot, Megaloh, MC Bogy, Sido, Harris, Tony D & Shizoe) ---> F.L.E.R. 90210 (Mixtape)
- 2006: Pass auf ! (Fler feat. Bass Sultan Hengzt & G-Hot) ---> F.L.E.R. 90210 (Mixtape)
- 2006: Niemals in New York (Fler feat. G-Hot) ---> F.L.E.R. 90210 (Mixtape)
- 2006: Du Hure (Fler feat. G-Hot) ---> F.L.E.R. 90210 (Mixtape)
- 2006: Shake dein Arsch (Fler feat. G-Hot) ---> F.L.E.R. 90210 (Mixtape)
- 2006: Der Guteste (Fler feat. G-Hot) ---> Trendsetter (Album)
- 2006: Breakdance (Fler feat. G-Hot) ---> Trendsetter (Album)
- 2006: Nie wieder (Sido feat. G-Hot) ---> Ich (Album)
- 2006: Bergab "Remix" (Sido feat. B-Tight, Kitty Kat, Alpa Gun & G-Hot) ---> Ich (Album)
- 2007: Voll Assi Flair (Fler feat. G-Hot & Frauenarzt) ---> Airmax Muzik (Mixtape)
- 2009: Ich bereue nichts (Sido feat. G-Hot) ---> Aggro Berlin (Album)
- 2011: Um ums rum (Fler feat. Nicone & G-Hot) ---> Im Bus ganz hinten (Album)
- 2011: Vollmond (Fler feat. G-Hot) ---> Im Bus ganz hinten (Album)
- 2011: Geldregen (Fler feat. MoTrip & G-Hot) ---> Im Bus ganz hinten (Album)
- 2011: Nach eigenen Regeln 2 (Fler feat. G-Hot) ---> Im Bus ganz hinten (Album)
- 2012: Maskulin 2012 (Fler & Silla feat. G-Hot, Nicone & Dizztino) ---> Südberlin Maskulin 2 (Album)
- 2012: Loyalität (Fler feat. G-Hot & Alpa Gun) ---> Hinter blauen Augen (Album)
- 2012: Rap Casablanca (Silla feat. Fler & G-Hot) --->  Die Passion Whiskey (Album)
- 2012: M-A-S-KULIN (Silla feat. Fler & Moe Mitchell) --->  Die Passion Whiskey (Album)
- 2013: Produkt der Umgebung (Fler feat. G-Hot) ---> Blaues Blut (Album)
- 2013: Skrupellos (Fler feat. G-Hot) ---> Blaues Blut (Album)
- 2013: Echte Männer (Fler feat. Silla & G-Hot) ---> Blaues Blut (Album)
- 2013: City Boy (Fler feat. G-Hot) ---> Blaues Blut (Album)
- 2013: Die Liga der Kriminellen (Fler feat. Silla & G-Hot) ---> Blaues Blut (Album)
- 2013: Maschine (Fler feat. Animus & G-Hot) ---> Blaues Blut (Album)

### Riconoscimenti
- 2007: Juice Awards 2007 - 1º Posto nella Categoria Newcomer Act National